# هينر هوفمان
هينر هوفمان (بالإسبانية: Henner Hofmann)‏ هو كاتب سيناريو ومصور مكسيكي، ولد في يوليو 1950 في مدينة مكسيكو في المكسيك.

## وصلات خارجية
- هينر هوفمان على موقع IMDb (الإنجليزية)
- هينر هوفمان على موقع قاعدة بيانات الفيلم (الإنجليزية)